# Lung-šeng
Autonomní okres různých národností Lung-šeng (čínsky v českém přepisu Lung-šeng ke-cu c’-č’-sien, pchin-jinem Lóngshèng gèzú zìzhìxiàn, znaky zjednodušené 龙胜各族自治县, tradiční 龍勝各族自治縣) je autonomní okres ležící v městské prefektuře Kuej-lin v autonomní oblasti Kuang-si na jihu Čínské lidové republiky. Rozkládá se cca 100 km severozápadně od Kuej-linu.
Vzhledem k významnému podílu národnostních menšin (žijí v něm Jaové, Miaové a Tungové) na obyvatelstvu má autonomní status.
Lung-šeng je známý svými rýžovými terasami, budovanými na horských úbočích od 13. století, v době říší Jüan, Ming a Čching.

Lung-šeng
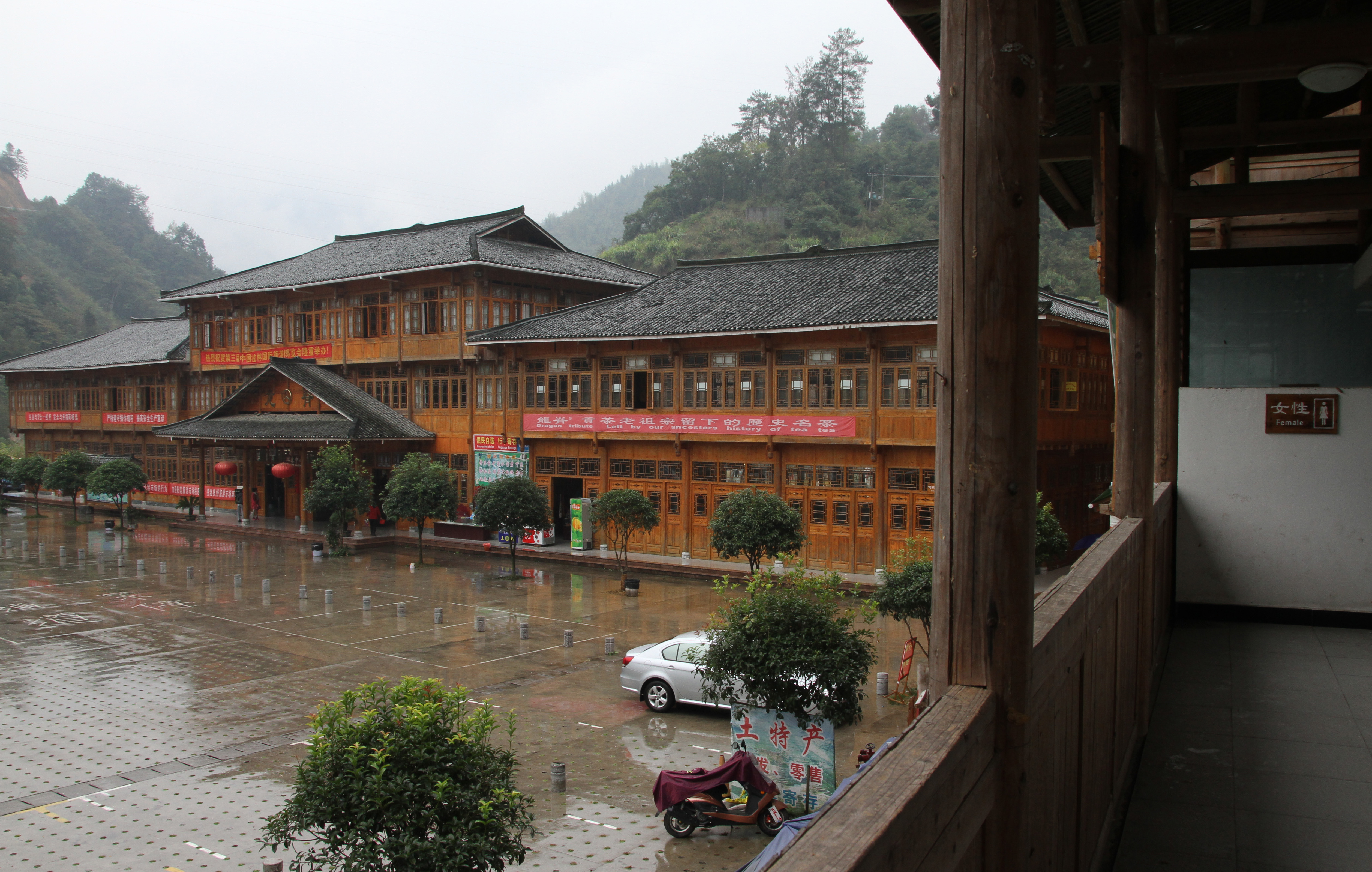
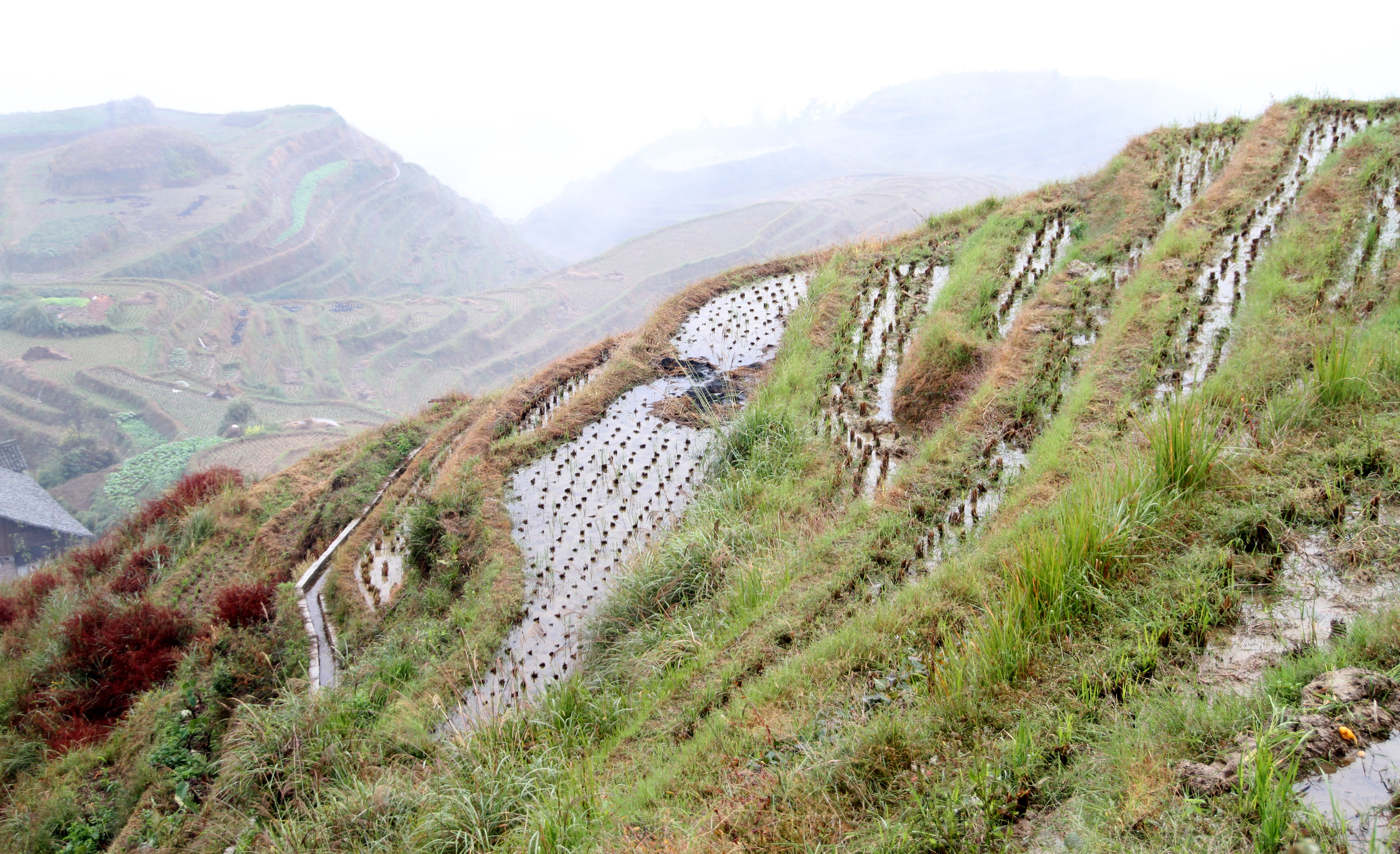
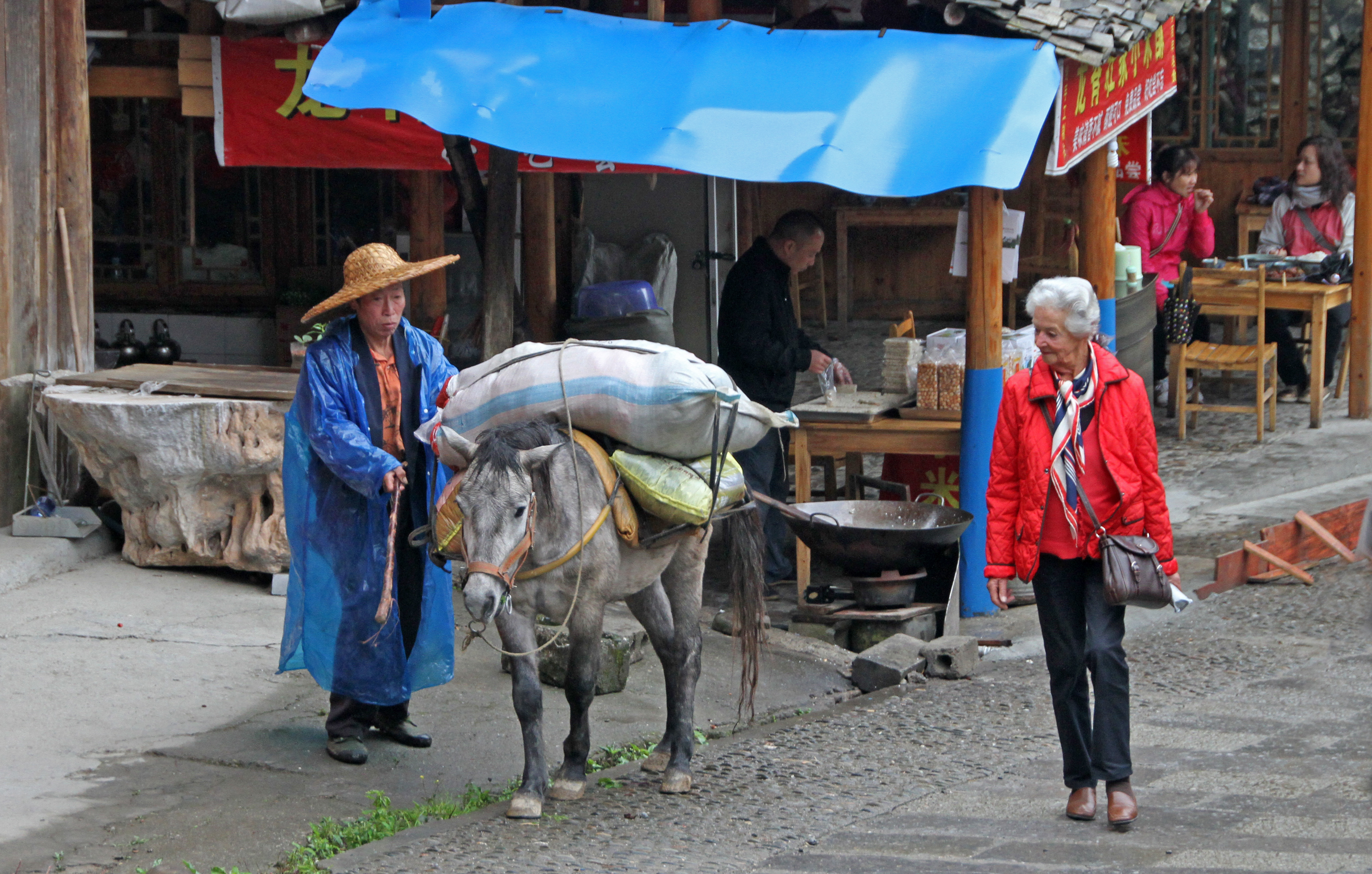
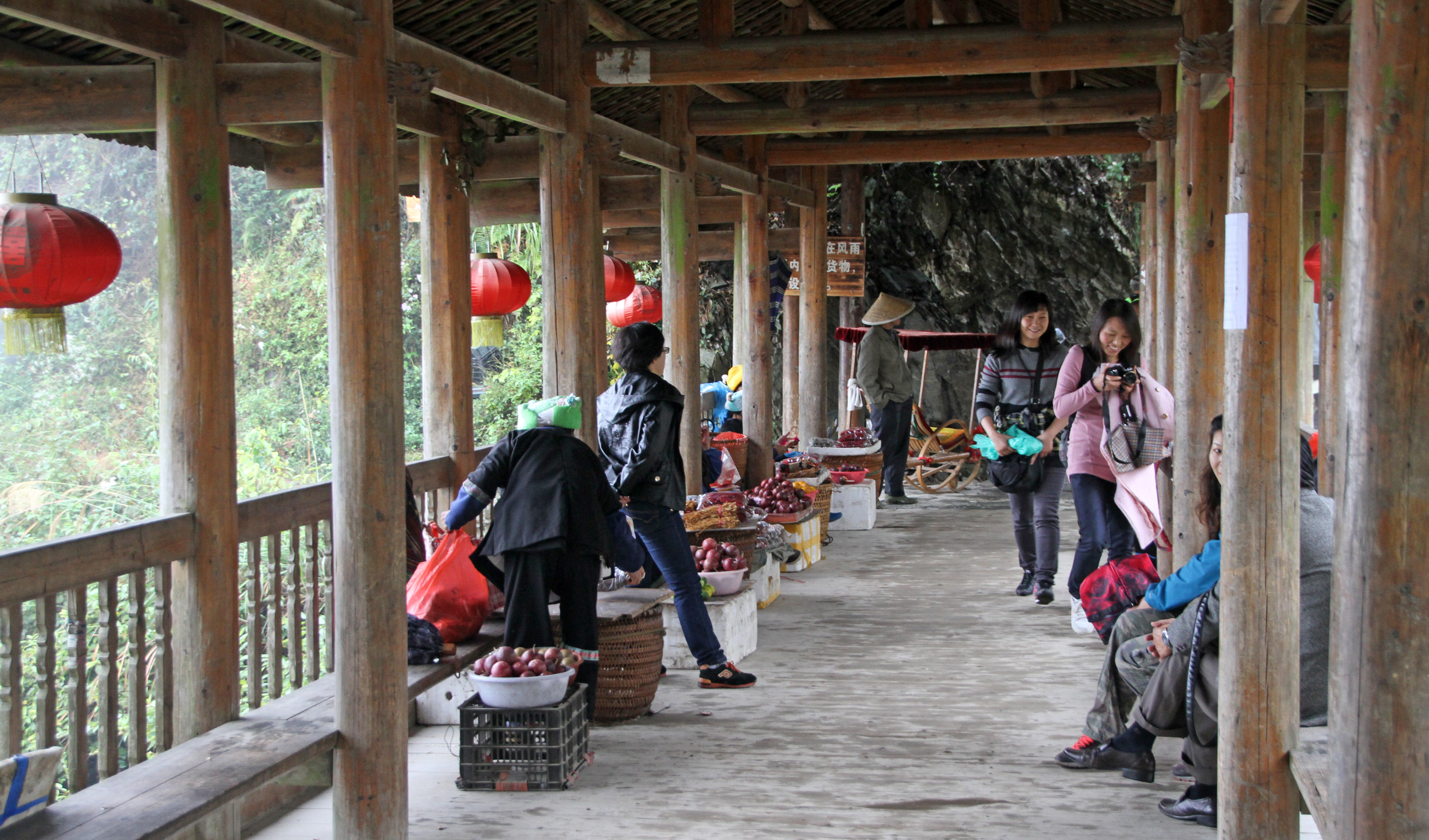
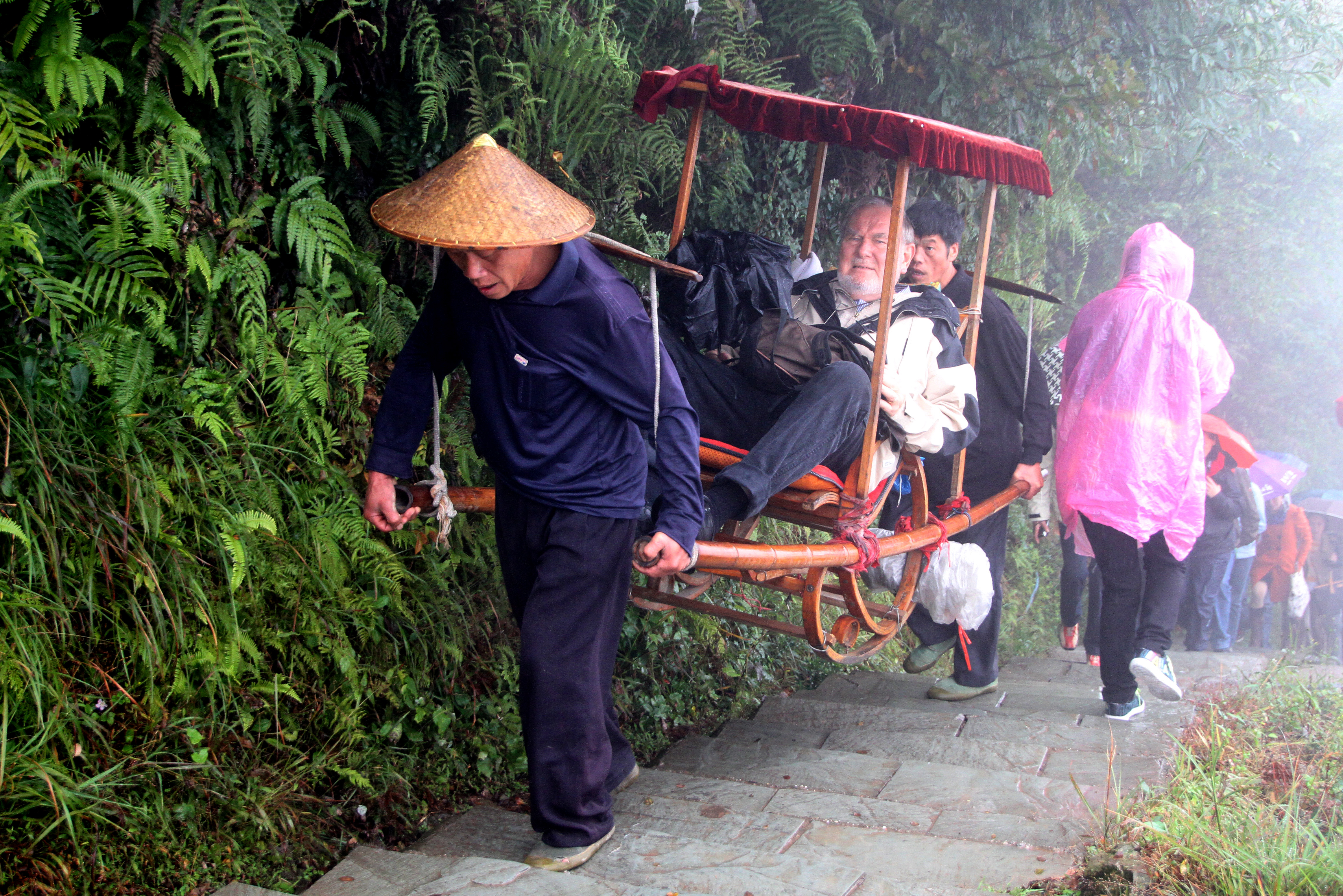
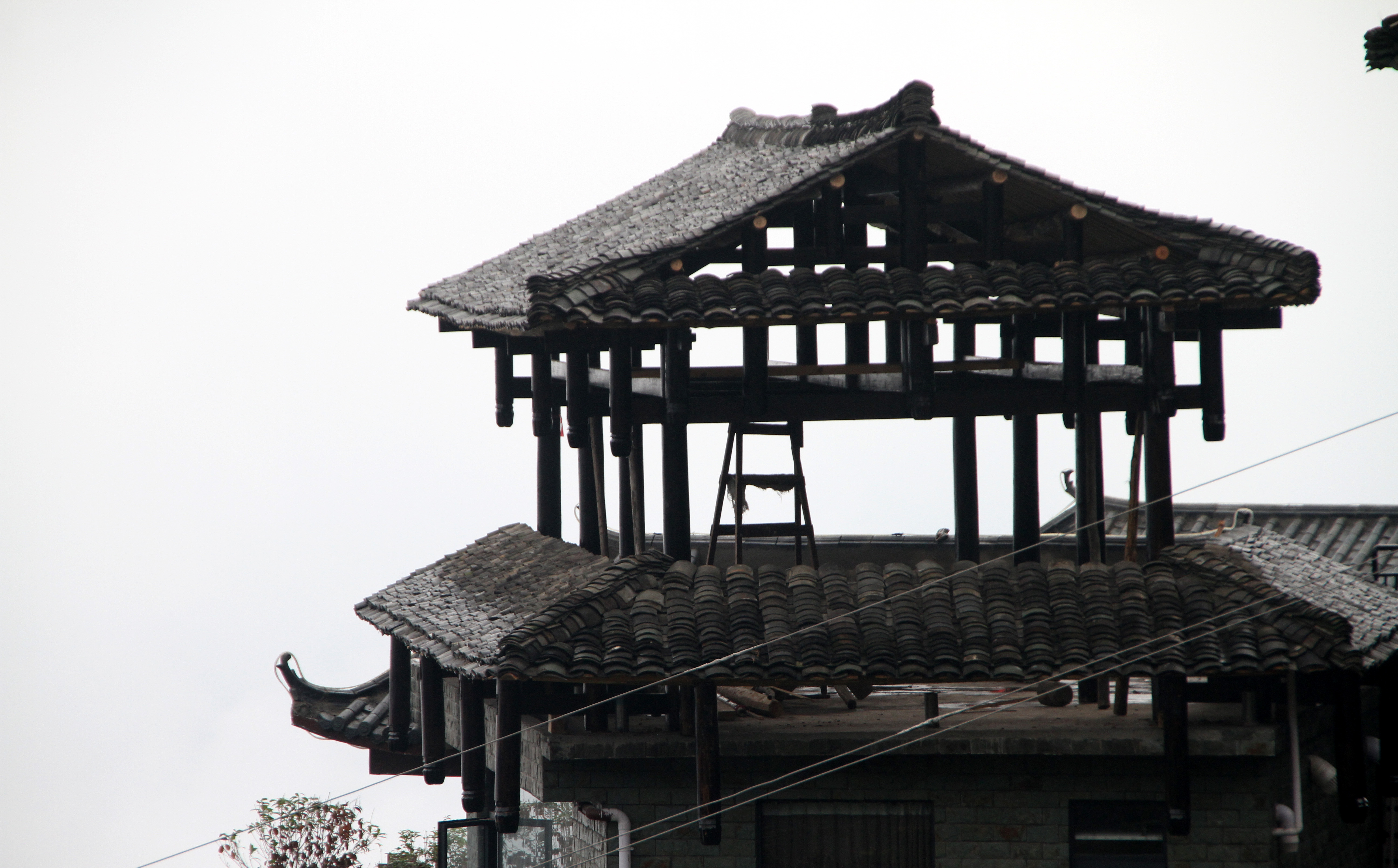
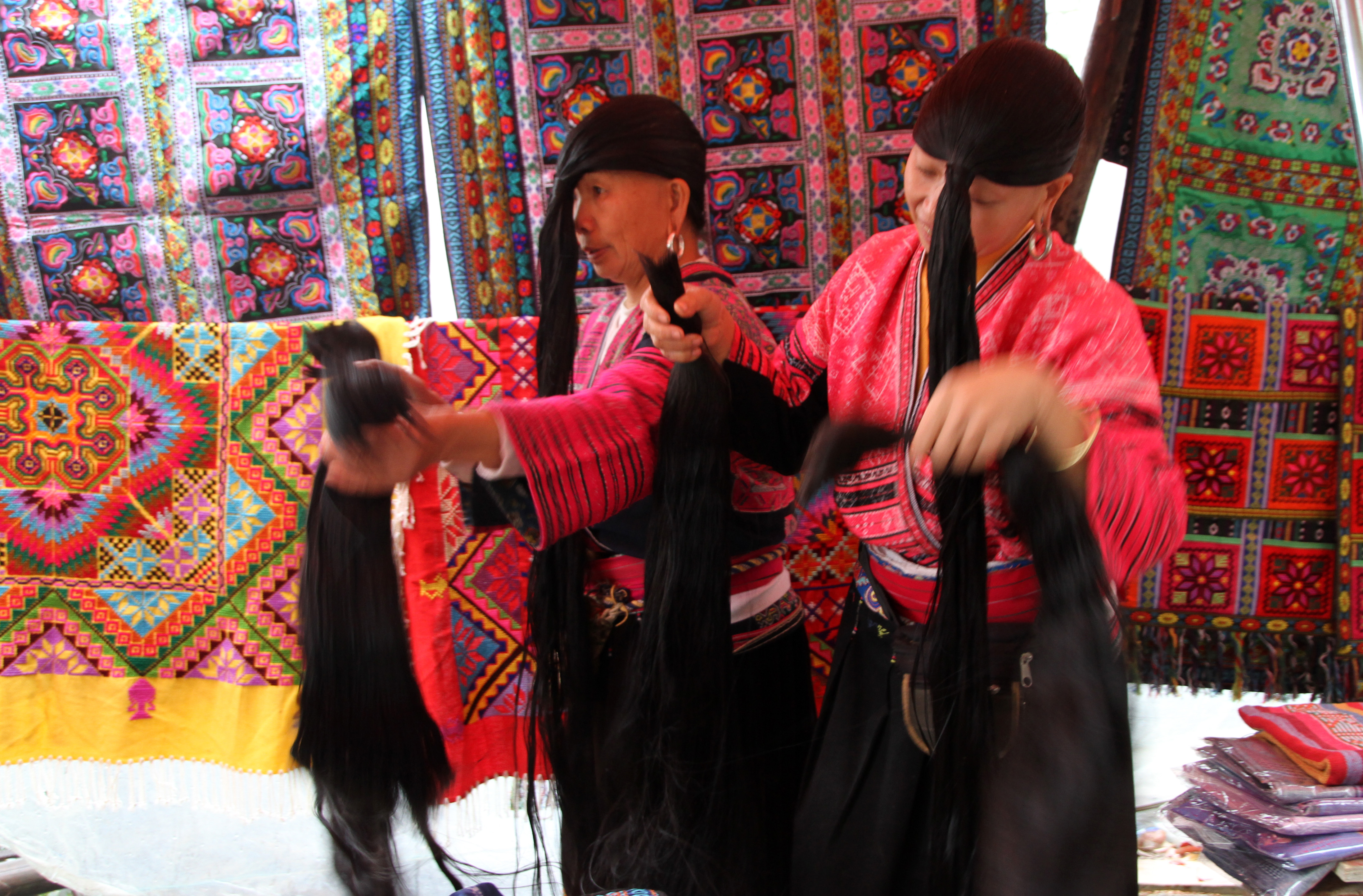